# Veľké Zlievce
Veľké Zlievce (deutsch Großzellowitz, ungarisch Felsőzellő – bis 1907 Nagyzellő) ist eine Gemeinde im Süden der Slowakei mit 470 Einwohnern (Stand 31. Dezember 2024). Sie gehört zum Okres Veľký Krtíš, einem Kreis des Banskobystrický kraj.

## Geographie
Die Gemeinde befindet sich im Ostteil des Talkessels Ipeľská kotlina, einem Teil der größeren Einheit Juhoslovenská kotlina, im Einzugsgebiet des Ipeľ. Das Ortszentrum liegt auf einer Höhe von 212 m n.m. und ist 11 Kilometer von Veľký Krtíš entfernt.
Nachbargemeinden sind Pôtor im Norden, Dolná Strehová und Muľa im Nordosten, Bušince im Osten, Malé Zlievce im Süden und Malé Straciny im Westen.

## Geschichte

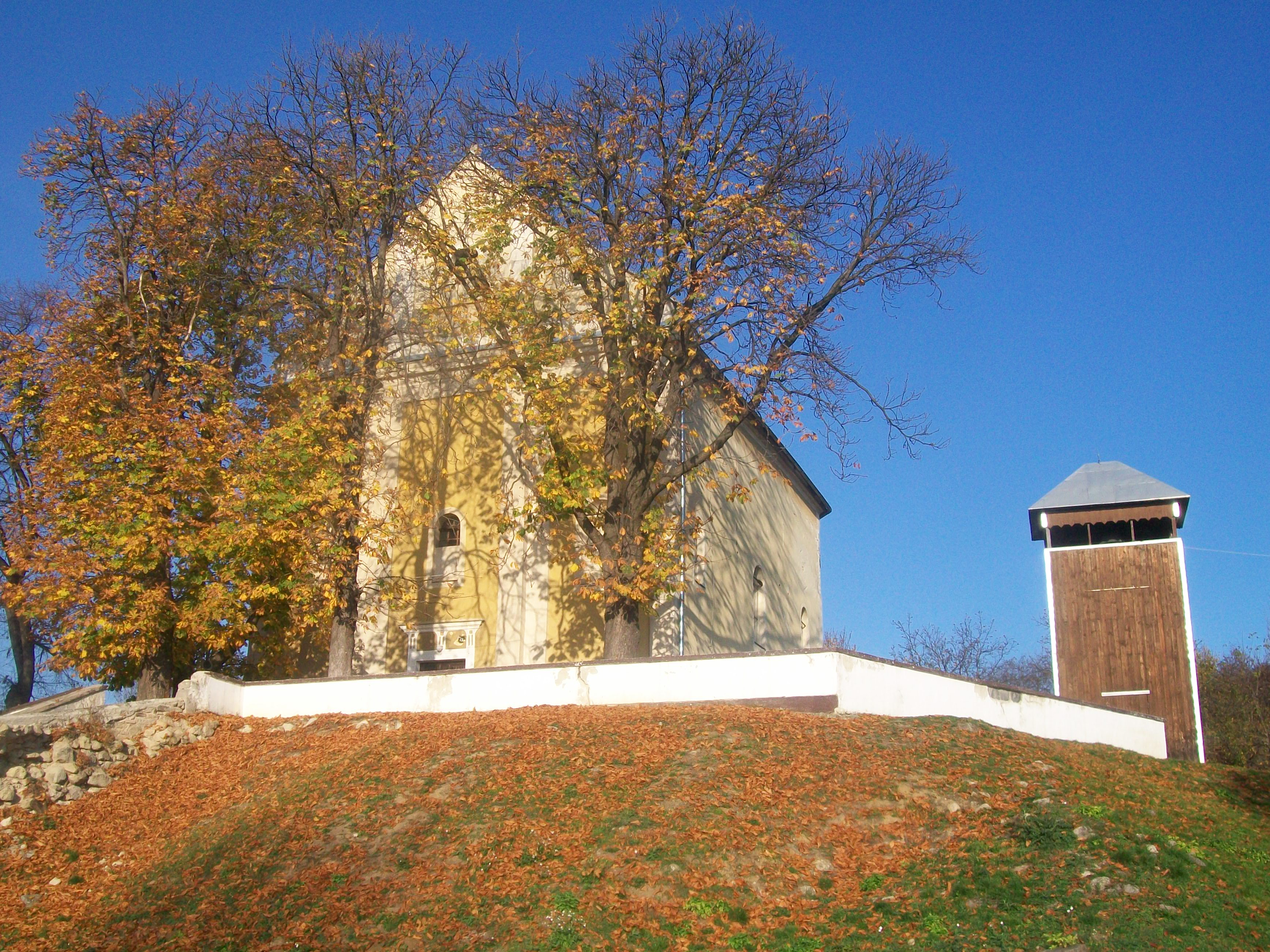
Kirche und Glockenturm in Veľké Zlievce

Veľké Zlievce wurde zum ersten Mal 1245 (nach anderen Quellen 1248) als Zelev schriftlich erwähnt und war schon in der zweiten Hälfte des 13. Jahrhunderts ein bedeutender Ort. Ursprünglich lag das Dorf im Herrschaftsgebiet der Burg Neograd, danach kam es zum Erzbistum Gran. Im 16. Jahrhundert wurden die ersten Weingärten angelegt. In der zweiten Hälfte des 16. Jahrhunderts zerstörten türkische Truppen den Ort, danach war er gegenüber dem Osmanischen Reich tributpflichtig. 1828 zählte man 104 Häuser und 793 Einwohner, die als Landwirte und Winzer beschäftigt waren.
Bis 1918/1919 gehörte der im Komitat Neograd liegende Ort zum Königreich Ungarn und kam danach zur Tschechoslowakei beziehungsweise heute Slowakei. Es gab eine Brennerei im Ort, die 1937 umgebaut wurde. Auf Grund des Ersten Wiener Schiedsspruchs lag Veľké Zlievce von 1938 bis 1944 noch einmal in Ungarn.

## Bevölkerung
| Jahr                | 1994 | 2004    | 2014    | 2024    |
| ------------------- | ---- | ------- | ------- | ------- |
| Anzahl der Personen | 481  | 512     | 509     | 470     |
| Unterschied         |      | +6,44 % | −0,58 % | −7,66 % |

| Jahr                | 2023 | 2024    |
| ------------------- | ---- | ------- |
| Anzahl der Personen | 478  | 470     |
| Unterschied         |      | −1,67 % |

Gemäß der Volkszählung 2011 wohnten in Veľké Zlievce 493 Einwohner, davon 419 Slowaken, 52 Magyaren sowie jeweils ein Rom, Tscheche und Ukrainer. 19 Einwohner machten keine Angabe zur Ethnie.
412 Einwohner bekannten sich zur römisch-katholischen Kirche, 13 Einwohner zur Evangelischen Kirche A. B. und ein Einwohner zur reformierten Kirche. 25 Einwohner waren konfessionslos und bei 42 Einwohnern wurde die Konfession nicht ermittelt.

## Bauwerke
- römisch-katholische Nikolauskirche im Barockstil aus dem Jahr 1750
- Wegkapelle im klassizistischen Stil aus dem späten 18. Jahrhundert

## Wirtschaft
Südlich des Ortes, auf dem Weg zwischen Malé Zlievce und Bušince, befindet sich eine Verdichterstation der Transgas-Pipeline.